# Presse écrite en Colombie
Cet article traite de la presse écrite en Colombie.

## Histoire
En 2017 la Colombie occupe la 129e place sur 180 dans le classement mondial de la liberté de la presse établi par l'ONG Reporters sans frontières, tandis que l'ONG Freedom House la décrit comme « partiellement libre ». Les journalistes y sont victimes de censure, agressions et meurtres dans le contexte du conflit armé entre gouvernement et Forces armées révolutionnaires de Colombie (FARC), et sont par ailleurs la cible de groupes paramilitaires et/ou criminels.

## Journaux

### Nationaux
- El Meridiano de Cordoba
- El Pilon
- El Tiempo
- El Universal

### Régionaux

#### Bogota
- El Tiempo
- El Espectador
- El Nuevo Siglo
- El Espacio
- ADN
- Semana
- Voz

#### Medellín
- El Colombiano
- El Mundo

#### Cali
- El País

#### Barranquilla
- El Heraldo

#### Bucaramanga
- Vanguardia Liberal

#### Cúcuta
- La Opinión

#### Pereira
- La Tarde
- El Diario del Otun